# Besenzone
Besenzone é uma comuna italiana da região da Emília-Romanha, província de Piacenza, com cerca de 953 habitantes. Estende-se por uma área de 23 km², tendo uma densidade populacional de 41 hab/km². Faz fronteira com Alseno, Busseto (PR), Cortemaggiore, Fiorenzuola d'Arda, Villanova sull'Arda.

## Demografia
| Variação demográfica do município entre 1861 e 2011                               |
|                                                                                   |
| Fonte: Istituto Nazionale di Statistica (ISTAT) - Elaboração gráfica da Wikipedia |